# Кристіан Новак
Кристіан Новак (пол. Krystian Nowak, нар. 1 квітня 1994, Елк) — польський футболіст, захисник казахстанського клубу «Женіс». Виступав також за низку польських і закордонних клубів.

## Клубна кар'єра
Кристіан Новак народився 1994 року в місті Елк. Займався в юнацьких командах футбольних клубів «Мазур» (Елк) та СМС (Лодзь). У 2010 році Новак розпочав грати за першу команду клубу СМС, а протягом 2011—2012 років грав у оренді в клубі «Тур» (Турек).
У 2012 році футболіст перейшов до складу клубу клубу «Відзев», у якому грав до 2015 року. З 2015 до 2016 року гравець виступав у складі клубу «Подбескідзе».
У 2016 році польський захисник перейшов до складу шотландського клубу «Гартс», у якому виступав до 2018 року. У 2018 році Новак перейшов до грецького клубу «Паніоніос», проте в цьому клубі так і не зіграв, і вже в цьому році перейшов до хорватського клубу «Славен Белупо». У 2020 році футболіст повернувся до складу клубу «Відзев», у якому грав до 2022 року.
У 2022 році польський захисник перейшов до румунського клубу «Університатя» (Клуж-Напока), проте в ньому не заграв, і на початку 2023 року перейшов до складу ірландського клубу «Богеміан». З 2024 року Кристіан Новак грає у складі казахського клубу «Женіс».

## Виступи за збірні
У 2009 році Кристіан Новак дебютував у складі юнацької збірної Польщі, загалом на юнацькому рівні взяв участь у 13 іграх, відзначившись одним забитим голом.
У 2015 році Новак зіграв 2 матчі у складі молодіжної збірної Польщі.